# Создание советской атомной бомбы
Создание советской атомной бомбы (военная часть атомного проекта СССР) — фундаментальные исследования, разработка технологий и практическая их реализация в Советском Союзе в период с 1942 по 1950 годы, направленные на создание оружия массового поражения с использованием ядерной энергии. Мероприятия в немалой степени были стимулированы деятельностью в этом направлении научных учреждений и военной промышленности других стран, в первую очередь нацистской Германии (немецкая ядерная программа) и США (проект «Манхэттен»).

## Предыстория советского проекта

### Работы до 1941 года
В 1930—1941 годах активно проводились работы в ядерной области.
В это десятилетие проводились фундаментальные радиохимические исследования, без которых вообще немыслимо полное понимание этих проблем, их развитие и, тем более — реализация.
Проводились всесоюзные конференции АН СССР по ядерной физике, в которых принимали участие отечественные и иностранные исследователи, работавшие не только в области атомной физики, но и в других смежных дисциплинах — геохимии, физической химии, неорганической химии и др.
Работы с начала 1920-х годов интенсивно развивались в Радиевом институте и в первом Физтехе (оба в Ленинграде), в Харьковском физико-техническом институте, в Институте химической физики в Москве.
Авторитетом в этой области считался академик В. Г. Хлопин. Также серьёзный вклад сделали, в числе многих других, сотрудники Радиевого института: Г. А. Гамов, И. В. Курчатов и Л. В. Мысовский (создатели первого в Европе циклотрона), Ф. Ф. Ланге (создал первый советский проект атомной бомбы — 1940), а также основатель Института химической физики Н. Н. Семёнов. Советский проект курировал Председатель СНК СССР В. М. Молотов.
В 1941 году исследования по атомной проблематике были засекречены. Начало Великой Отечественной войны в значительной степени обусловило то, что в СССР были вынуждены сократить объёмы проводившихся ядерных исследований, в том числе — исследования возможности осуществления цепной реакции деления, тогда как в Великобритании и США работы по этой проблеме энергично продолжались.

### Роль деятельности Радиевого института
Хронология исследований, проводившихся сотрудниками Радиевого института в Ленинграде, говорит о том, что работы в данном направлении не были свёрнуты полностью, чему в немалой степени способствовали предвоенные фундаментальные изыскания. Ещё в 1938 году здесь была создана первая в СССР лаборатория искусственных радиоактивных элементов (заведующий А. Е. Полесицкий); в 1939 году опубликованы работы В. Г. Хлопина, Л. В. Мысовского, А. П. Жданова, Н. А. Перфилова и других исследователей о делении ядра урана под действием нейтронов; в 1940 году Г. Н. Флеровым и К. А. Петржаком было открыто явление спонтанного деления тяжелых ядер на примере урана.
Под председательством В. Г. Хлопина сформирована Урановая комиссия АН СССР, в 1942 году в период эвакуации института, А. П. Жданов и Л. В. Мысовский открыли новый вид ядерного деления — полный развал атомного ядра под действием многозарядных частиц космических лучей; в 1943 году В. Г. Хлопин направил письмо в ГКО и АН СССР, дающее обоснование обязательного участия Радиевого института в «урановом проекте».
Радиевому институту поручена разработка технологии выделения эка-рения (Z = 93) и эка-осмия (Z = 94) из облучённого нейтронами урана; в 1945 году с помощью циклотрона получен первый советский препарат плутония в импульсных количествах. Под руководством Б. С. Джелепова начаты работы по бета-, гамма-спектроскопии ядер.
Институту были поручены: проверка и испытания методов выделения плутония, изучение химии плутония, разработка технологической схемы выделения плутония из облученного урана, выдача технологических данных заводу. В 1946 году завершена разработка технологии получения плутония из облученного урана (руководитель В. Г. Хлопин). Институт совместно с проектировщиками ГИПХ (Я. И. Зильберман, Н. К. Хованский) выдал технологическую часть проектного задания объекта «Б» («Синяя книга»), содержащую все необходимые первичные данные для проектирования радиохимического завода.
В 1947 году Г. М. Толмачёв разработал радиохимический метод определения коэффициента использования ядерного горючего при ядерных взрывах. В 1948 году под руководством Радиевого института и на основе разработанной им ацетатной осадительной технологии пущен первый в СССР радиохимический завод под Челябинском. К 1949 году наработано количество плутония, необходимое для испытания ядерного оружия. Проведена первая разработка полоний-бериллиевых источников в качестве запала для ядерных бомб первого поколения (руководитель Д. М. Зив).

### Работа в 1941—1943 годах

#### Информация внешней разведки
Уже с сентября 1941 года в СССР начала поступать разведывательная информация о проведении в Великобритании и США секретных интенсивных научно-исследовательских работ, направленных на разработку методов использования атомной энергии для военных целей и создание атомных бомб огромной разрушительной силы. Одним из наиболее важных документов, полученных ещё в 1941 году советской разведкой, является отчёт британского «Комитета M.A.U.D.». Из материалов этого отчёта, полученного по каналам внешней разведки НКВД СССР от Джона Кернкросса (агент «Лист» из Кембриджской пятёрки) — помощника секретаря Имперского военного кабинета лорда Хэнки, следовало, что создание атомной бомбы реально, что вероятно она может быть создана ещё до окончания войны и, следовательно, может повлиять на её ход. Примечательно, что стенограмма сверхсекретного заседания в Лондоне от 16 сентября оказалась на столе у начальника внешней разведки СССР П. М. Фитина уже 17 сентября.
Фитин обратил внимание на донесения британских агентов и доложил об этом Л. Берии, распорядившемуся передать полученные сведения на экспертизу в 4-й спецотдел НКВД, занимавшийся научно-исследовательскими разработками. В связи с полученными сведениями перед внешней разведкой были поставлены следующие задачи по проблеме ядерного оружия, которая в оперативной переписке получила дальнейшее название «Энормоз» (в переводе с английского — «громадный, огромный»):
- определить круг стран, ведущих практические работы по созданию атомного оружия;
- информировать Центр о содержании этих работ;
- добывать научно-техническую информацию, способную облегчить создание подобного оружия в СССР.

Разведывательная информация о работах по проблеме атомной энергии за рубежом, имевшаяся в СССР к моменту принятия решения о возобновлении работ по урану, была получена как по каналам разведки НКВД, так и по каналам Главного разведывательного управления (ГРУ) Генерального штаба Красной армии.
В марте 1942 года внешняя разведка НКВД подготовила спецсообщение Сталину, в котором говорилось:

В ряде капиталистических стран в связи с проводимыми работами по расщеплению атомного ядра с целью получения нового источника энергии было начато изучение вопроса использования атомной энергии урана для военных целей…
…Английский военный кабинет, учитывая возможность успешного разрешения этой задачи Германией, уделяет большое внимание проблеме использования атомной энергии урана для военных целей…
…Исходя из важности и актуальности проблемы практического применения атомной энергии урана-235 для военных целей Советского Союза было бы целесообразно:
1. Проработать вопрос о создании научно-совещательного органа при Государственном комитете обороны СССР из авторитетных лиц для координации, изучения и направления работ всех ученых, научно-исследовательских организаций СССР, занимающихся вопросом атомной энергии урана…

В мае 1942 года руководство ГРУ информировало Академию наук СССР о наличии сообщений о работах за рубежом по проблеме использования атомной энергии в военных целях и просило сообщить, имеет ли в настоящее время эта проблема реальную практическую основу. Ответ на указанный запрос в июне 1942 года дал В. Г. Хлопин, который отметил, что за последний год в научной литературе почти совершенно не публикуются работы, связанные с решением проблемы использования атомной энергии, что свидетельствовало об их засекречивании.
Официальное письмо главы НКВД Л. П. Берии на имя И. В. Сталина с информацией о работах по использованию атомной энергии в военных целях за рубежом, предложениями по организации этих работ в СССР и секретном ознакомлении с материалами НКВД видных советских специалистов, варианты которого были подготовлены сотрудниками НКВД ещё в конце 1941 — начале 1942 годов, было отправлено И. В. Сталину только в октябре 1942 года, уже после принятия распоряжения ГКО о возобновлении в СССР работ по урану.
Советская разведка имела подробные сведения о работах по созданию атомной бомбы в США, исходившие от специалистов, понимавших опасность ядерной монополии или сочувствующих СССР, в частности, Клауса Фукса, Теодора Холла, Жоржа Коваля и Давида Грингласа.
Охота за данными уранового проекта Америки началась по инициативе начальника отдела научно-технической разведки НКВД Леонида Квасникова ещё в 1942 году, но полностью развернулась только после прибытия в Вашингтон знаменитой пары советских разведчиков: Василия Зарубина и его жены Елизаветы. Именно с ними взаимодействовал резидент НКВД в Сан-Франциско Григорий Хейфец, сообщивший, что виднейший физик Америки Роберт Оппенгеймер и многие его коллеги выехали из Калифорнии в неизвестное место, где будут заниматься созданием какого-то сверхоружия.
Перепроверить данные «Харона» (таким было кодовое имя Хейфеца) было поручено подполковнику Семену Семёнову (псевдоним «Твен»), работавшему в США с 1938 года и собравшему там большую и активную агентурную группу. Именно «Твен» подтвердил реальность работ по созданию атомной бомбы, назвал код Манхэттенского проекта и местонахождение его главного научного центра — бывшей колонии для малолетних преступников Лос-Аламос в штате Нью-Мексико. Семенов также сообщил фамилии некоторых учёных, работавших там, которые в своё время были приглашены в СССР для участия в больших сталинских стройках и которые, вернувшись в США, не потеряли связей с крайне левыми организациями.
Основных же руководителей Манхэттенского проекта удалось установить Елизавете Зарубиной (агентурный псевдоним «Вардо»).
Павел Судоплатов в книге «Спецоперации. Лубянка и Кремль 1930—1950 годы» давал ей следующую характеристику:

Лиза Зарубина была выдающейся личностью. Обаятельная и общительная, она легко устанавливала дружеские связи в самых широких кругах. Элегантная женщина классической красоты, натура утонченная, она как магнит притягивала к себе людей, не только мужчин, но и женщин. Лиза была одним из самых высококвалифицированных вербовщиков агентуры. Она прекрасно владела английским, немецким, французским и румынским языками, понимала испанский и итальянский. Лиза выглядела типичной представительницей Центральной Европы, хотя и была румынской еврейкой. Она могла до неузнаваемости менять свою внешность и манеру поведения.
Именно «Вардо» сумела сделать, пожалуй, решающий вклад в получение точной и оперативной информации о ходе работ в Лос-Аламосе и технических данных по устройству атомных бомб. Её главной заслугой явилось внедрение в мозговой центр Манхэттенского проекта выдающегося физика, завербованного советской военной разведкой, Клауса Фукса, который был передан на связь супругам Зарубиным.
После своего приезда в США Лиза подружилась с любовницей Альберта Эйнштейна, женой известного русского скульптора Конёнкова Маргаритой, по простоте душевной рассказавшей Лизе о том, что у Эйнштейна бывают главные лица Манхэттенского проекта: Роберт Оппенгеймер, Энрико Ферми, Лео Силард и другие. Под давлением «Вардо» Маргарита познакомила её и сотрудника резидентуры Пастельняка с Оппенгеймером и его женой Кэтрин.
Ставши своими в семье научного руководителя проекта, советские разведчики уговорили его добиться перевода в Лос-Аламос Клауса Фукса, который и стал главным источником научно выверенной информации для Москвы. Но и, кроме того, Лиза близко сошлась с ещё одним крупнейшим ученым в атомном проекте, Силардом, и убедила его допустить в этот проект несколько завербованных специалистов, в том числе — Мортона Собелла, Теодора Холла и Дэвида Грингласса. Последний стал работать механиком в лаборатории Лос-Аламоса. Ещё одним весьма важным агентом был итальянский эмигрант, физик Бруно Понтекорво.

Таким образом и были внедрены советские агенты в научные и конструкторские центры Америки, где создавался ядерный боеприпас. Однако в самый разгар налаживания агентурных действий Лиза и Василий Зарубины были срочно отозваны в Москву. Они терялись в догадках, ведь ни одного провала не произошло. Выяснилось, что в Центр поступил донос сотрудника резидентуры Миронова, обвинявшего Зарубиных в предательстве. И почти полгода московская контрразведка проверяла эти обвинения. Они не подтвердились, тем не менее, Зарубиных больше за границу не выпускали.
Тем временем работа внедренной агентуры уже принесла первые результаты — стали поступать донесения, и их надо было немедля отправлять в Москву. Эта работа была возложена на группу специальных курьеров. Самыми оперативными и не знавшими страха были супруги Морис и Лона Коэны. После того, как Мориса призвали в американскую армию, Лона стала самостоятельно доставлять информационные материалы из штата Нью-Мексико в Нью-Йорк. Для этого она ездила в небольшой городок Альбукерке, где для видимости посещала туберкулезный диспансер. Там она встречалась с агентами по агентурной кличке «Млад» и «Эрнст».
По воспоминаниям П. Судоплатова, через 12 дней после окончания сборки первой атомной бомбы в США описание её устройства уже было получено в Москве.
В 1945 году туда же пришли подробнейшие документы о характеристиках испытательного взрыва на горе Аламогордо, о методах постановки атомной бомбы на боевой взвод, а также доклад об электромагнитном методе разделения изотопов урана.
Почти все материалы проекта передавались в зашифрованном виде по радио. Но, хотя американская служба радиоперехвата записывала их тексты регулярно, её пеленгаторы не могли обнаружить местоположение шпионских раций, а дешифровщики — раскрыть содержание радиограмм. Это удалось только через несколько лет, после осуществления проекта «Венона», когда с помощью новых мощных вычислительных машин перехваченные тексты были раскодированы.
Павел Судоплатов, начальник группы «С», созданной НКВД в 1944 году для координирования работы разведки в сфере атомных исследований, писал в книге «Спецоперации. Лубянка и Кремль 1930—1950 годы»:
Качество и объём полученной нами информации от источников в Великобритании, Канаде и США были крайне важны для организации и развития советской атомной программы. Подробные доклады об устройстве и эксплуатации первых атомных реакторов и газовых центрифуг, по специфике изготовления урановой и плутониевой бомб сыграли важнейшую роль в становлении и ускорении работы наших атомщиков, потому что целого ряда вопросов они просто не знали.
Это, в первую очередь, касается конструкции системы фокусирующих взрывных линз, размеров критической массы урана и плутония, сформулированного Клаусом Фуксом принципа имплозии, устройства детонационной системы, времени и последовательности операций при сборке самой бомбы и способа приведения в действие её инициатора. Атомная бомба в СССР была создана за 4 года. Если бы не разведчики, этот срок был бы в два раза больше.
В 1953 году в США за передачу СССР секретной информации (в том числе и о атомном проекте) были казнены супруги Розенберг.

#### Запуск атомного проекта

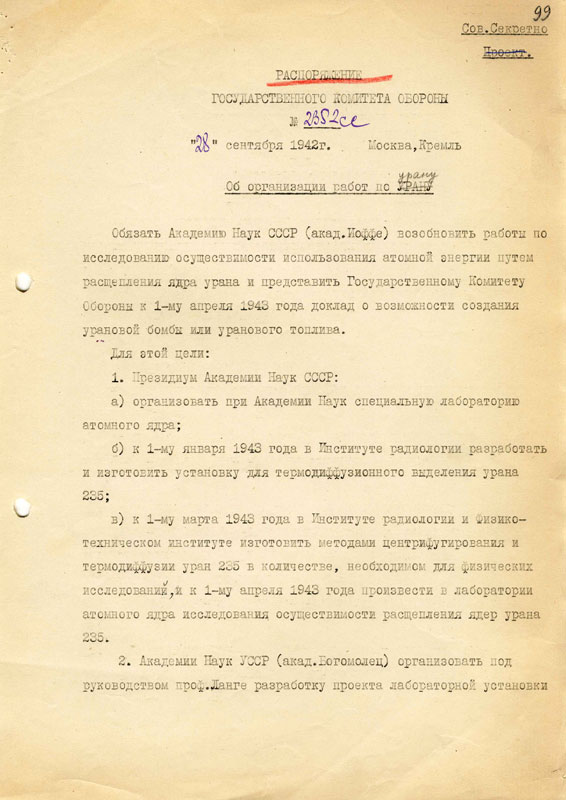
постановление ГКО № 2352сс «Об организации работ по урану».

28 сентября 1942 года, через полтора месяца после старта Манхэттенского проекта, было принято постановление ГКО № 2352сс «Об организации работ по урану».

Оно предписывало:

Обязать Академию наук СССР (акад. Иоффе) возобновить работы по исследованию осуществимости использования атомной энергии путём расщепления ядра урана и представить Государственному комитету обороны к 1 апреля 1943 года доклад о возможности создания урановой бомбы или уранового топлива…

Распоряжение предусматривало организацию с этой целью при Академии наук СССР специальной лаборатории атомного ядра, создание лабораторных установок для разделения изотопов урана и проведение комплекса экспериментальных работ. Распоряжение обязывало СНК Татарской АССР предоставить Академии наук СССР в Казани помещение площадью 500 м² для размещения лаборатории атомного ядра и жилую площадь для 10 научных сотрудников.
Решающее значение при этом, как полагают некоторые, имело адресованное Сталину в апреле 1942 года письмо советского физика Г. Флёрова, который сумел разъяснить суть проблемы популярно. С другой стороны, имеются основания предполагать, что работа Г. Н. Флёрова над письмом Сталину завершена не была и отправлено оно не было.

## Работы по созданию атомной бомбы
11 февраля 1943 года было принято постановление ГКО № 2872сс о начале практических работ по созданию атомной бомбы. Научное руководство всеми работами было поручено И. В. Курчатову, на Заместителя Председателя Совнаркома СССР и одновременно являвшегося Наркомом химической промышленности М. Г. Первухина была возложена обязанность повседневно следить за этими работами и оказывать всестороннюю помощь. Кроме того, И. В. Курчатову вместе с другими было дано задание подготовить докладную записку о возможности и сроках создания атомной бомбы. Информация, поступавшая по каналам разведки, облегчила и ускорила работу советских учёных.
12 апреля 1943 вице-президентом АН СССР академиком А. А. Байковым было подписано распоряжение о создании Лаборатории № 2 АН СССР. Начальником Лаборатории был назначен Курчатов.
Постановление ГКО от 8 апреля 1944 г. № 5582сс обязало Народный комиссариат химической промышленности (М. Г. Первухина) спроектировать в 1944 г. цех по производству тяжёлой воды и завод по производству шестифтористого урана (сырьё для установок по разделению изотопов урана), а Народный комиссариат цветной металлургии (П. Ф. Ломако) — обеспечить в 1944 г. получение на опытной установке 500 кг металлического урана, построить к 1 января 1945 г. цех по производству металлического урана и поставить Лаборатории № 2 в 1944 г. десятки тонн высококачественных графитовых блоков.

## После разгрома гитлеровской Германии
После оккупации Германии в США была создана специальная группа, целью которой было не дать СССР возможности захватить какие-либо данные об атомном проекте Германии. Ею были захвачены и немецкие специалисты, ненужные США, которые уже имели свою бомбу. 15 апреля 1945 года американская техническая комиссия организовала вывоз уранового сырья из Штасфурта, и в течение 5—6 дней весь уран был вывезен вместе с относящейся к нему документацией; также американцы полностью вывезли оборудование из шахты в Саксонии, где велась добыча урана. Позднее эта шахта была восстановлена, и было организовано предприятие «Висмут» по добыче урановой руды в Тюрингии и Саксонии, на котором работали советские специалисты и немецкие шахтёры.
Однако НКВД все-таки удалось добыть несколько тонн малообогащённого урана в институте Кайзера Вильгельма.

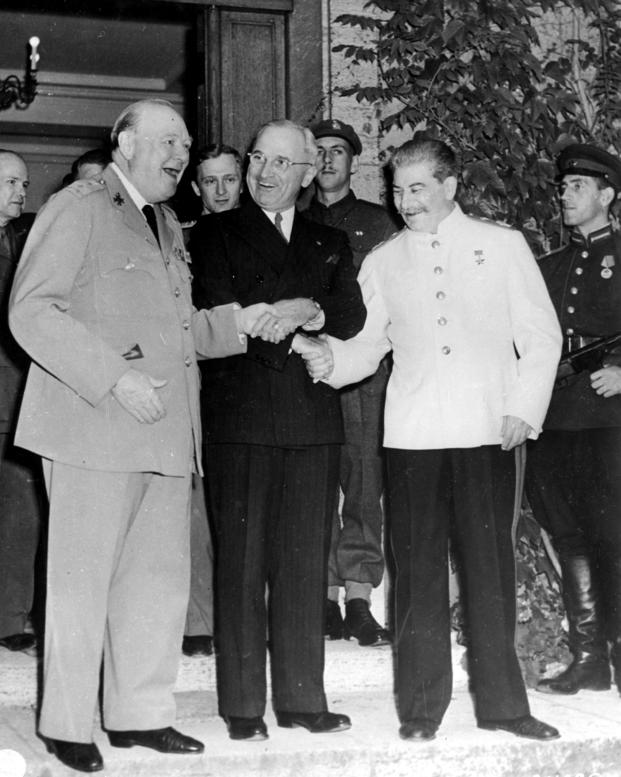
Потсдамская конференция

24 июля 1945 года в Потсдаме президент США Трумэн сообщил Сталину, что у США «теперь есть оружие необыкновенной разрушительной силы». По воспоминаниям Черчилля, Сталин улыбнулся, но не стал интересоваться подробностями, из чего Черчилль сделал вывод, что тот ничего не понял и не в курсе событий. Некоторые современные исследователи считают, что это был шантаж. В тот же вечер Сталин дал указание Молотову переговорить с Курчатовым об ускорении работ по атомному проекту.

## Послеатомных бомбардировок Хиросимы и Нагасаки
6 августа 1945 года военно-воздушными силами США был подвергнут атомной бомбардировке японский город Хиросима, а 9 августа — Нагасаки. Эти события коренным образом изменили политическую и военную обстановку в мире, и с этого момента направление материальных и людских ресурсов на создание атомного оружия в СССР приобретает масштабы, многократно превосходящие все предыдущие затраты по этой тематике.

### Создание Специального комитета
Через 14 дней после атомной бомбардировки Хиросимы постановлением Государственного комитета обороны № 9887сс/оп от 20 августа 1945 г. за подписью И. В. Сталина при ГКО был образован Специальный комитет для руководства всеми работами по использованию атомной энергии. Состав комитета: Л. П. Берия (председатель), Г. М. Маленков, Н. А. Вознесенский, Б. Л. Ванников, А. П. Завенягин, И. В. Курчатов, П. Л. Капица, В. А. Махнёв, М. Г. Первухин. Спецкомитет был наделён чрезвычайными полномочиями по привлечению любых ресурсов, имевшихся в распоряжении правительства СССР, к работам по атомному проекту.
Для непосредственного руководства научно-исследовательскими, проектными, конструкторскими организациями и промышленными предприятиями, занятыми в атомном проекте было создано Первое главное управление при СНК СССР (ПГУ), подчиненное Специальному комитету при ГКО. Начальником ПГУ был назначен нарком вооружений Б. Л. Ванников. В распоряжение ПГУ передавались многочисленные предприятия и учреждения из других ведомств, включая научно-технический отдел разведки, Главное управление лагерей промышленного строительства НКВД (ГУЛПС) и Главное управление лагерей горно-металлургических предприятий НКВД (ГУЛГМП) (с общим количеством 293 тыс. заключённых). Директива Сталина обязывала ПГУ обеспечить создание атомных бомб, урановой и плутониевой, в 1948 году.
28 сентября 1945 года было принято Постановление Совета Народных Комиссаров СССР «О дополнительном привлечении к участию в работах по использованию внутриатомной энергии научных учреждений, отдельных учёных и других специалистов».
В приложении к документу был приведён список учреждений атомного проекта (под № 10 значился Физико-технический институт Украинской Академии Наук и его директор К. Д. Синельников).

### Задачи проекта
Первоочерёдными задачами были организация промышленного производства плутония-239 и урана-235. Для решения первой задачи было необходимо создание опытного, а затем и промышленного ядерных реакторов, строительство радиохимического и специального металлургического цехов. Для решения второй задачи было развёрнуто строительство завода по разделению изотопов урана диффузионным методом.
Решение этих задач оказалось возможным в результате создания промышленных технологий, организации производства и наработки необходимых больших количеств чистого металлического урана, окиси урана, гексафторида урана, других соединений урана, графита высокой чистоты и целого ряда других специальных материалов, создания комплекса новых промышленных агрегатов и приборов. Недостаточный объём добычи урановой руды и получения урановых концентратов в СССР (первый комбинат по производству уранового концентрата — «Комбинат № 6 НКВД СССР» в Таджикистане был основан в 1945 г.) в этот период был компенсирован трофейным сырьём и продукцией урановых предприятий стран Восточной Европы, с которыми СССР заключил соответствующие соглашения.

### Создание промышленности
В 1945 году Правительством СССР были приняты следующие важнейшие решения:
- о создании на базе Кировского завода (Ленинград) двух специальных опытно-конструкторских бюро, предназначенных для разработки оборудования, производящего обогащённый по изотопу 235 уран методом газовой диффузии;
- о начале строительства на Среднем Урале (около посёлка Верх-Нейвинский) диффузионного завода для получения обогащённого урана-235;
- об организации лаборатории для работ по созданию тяжеловодных реакторов на природном уране;
- о выборе площадки и начале строительства на Южном Урале первого в стране предприятия по производству плутония-239.

В состав предприятия на Южном Урале должны были входить:
- уран-графитовый реактор на естественном (природном) уране (завод «А»);
- радиохимическое производство по выделению плутония-239 из облучённого в реакторе естественного (природного) урана (завод «Б»);
- химико-металлургическое производство по получению особо чистого металлического плутония (завод «В»).

### Участие немецких специалистов в атомном проекте
2 мая 1945 года группа советских физиков (Кикоин, Арцимович, Харитон и еще несколько человек) выехала в Германию, чтобы ознакомиться с достижениями немцев в создании атомной бомбы. Советские учёные провели встречи с крупными немецкими коллегами, которые не уехали на Запад, а остались. Выяснилось, что немцы были далеки от решения этой проблемы и их разработки конструкции ничего полезного не дадут.
В 1945 году в лагерях военнопленных на освобождённых территориях Польши и Германии целенаправленно искали специалистов, имевших отношение к ядерной проблеме, которых незамедлительно доставляли в СССР. Большая часть немецких ученых (около 300 человек) была привезена в Сухуми и тайно размещена в бывших имениях великого князя Александра Михайловича и миллионера Смецкого (санатории «Синоп» и «Агудзеры»). В СССР было вывезено оборудование из немецкого Института химии и металлургии, Физического института кайзера Вильгельма, электротехнических лабораторий Siemens, Физического института министерства почты Германии. Три из четырёх немецких циклотронов, мощные магниты, электронные микроскопы, осциллографы, трансформаторы высокого напряжения, сверхточные приборы были привезены в СССР. В ноябре 1945 г. в составе НКВД СССР было создано Управление специальных институтов (9-е управление НКВД СССР) для руководства работой по использованию немецких специалистов.
Санаторий «Синоп» назвали «Объект „А“» — им руководил барон Манфред фон Арденне. «Агудзеры» стали «Объектом „Г“» — его возглавил Густав Герц. На объектах «А» и «Г» работали выдающиеся учёные — Николаус Риль, Макс Фольмер, который построил первую в СССР установку по производству тяжёлой воды, Петер Тиссен, конструктор никелевых фильтров для газодиффузионного разделения изотопов урана, Макс Штеенбек и Гернот Циппе, работавшие над центрифужным методом разделения и впоследствии получившие патенты на газовые центрифуги на Западе. На базе объектов «А» и «Г» был позднее создан Сухумский физико-технический институт (СФТИ).
Некоторые ведущие немецкие специалисты за эту работу были удостоены правительственных наград СССР, в том числе Сталинской премии.
В период 1954—1959 гг. немецкие специалисты в разное время переезжают в ГДР (Гернот Циппе — в Австрию).

### Немецкое урановое сырьё
Во время визита группы советских физиков в Германию в мае 1945 года они обратили внимание на другую сторону вопроса: урановое сырьё, которое, как было известно, было захвачено немцами при оккупации Бельгии (она привезла его из южноафриканской колонии). Один из немцев сообщил, что скрупулезной регистрацией всего конфискованного или привезенного в Германию со всего света занималась одна организация, Rohstoffgesellschaft, находившаяся недалеко от резиденции Гитлера на берегу Шпрее. Семиэтажное здание было заполнено каталожными шкафами с учётными карточками, среди которых Харитон и Кикоин обнаружили карточку «Уран». На месте, где должно было храниться сырьё, оказалась его малая часть, а остальное было перевезено в другое место. В поиски включились люди из НКВД под руководством А. П. Завенягина. В результате на одном из заводов были обнаружены около 130 тонн оксида урана желтого цвета, который местные рабочие принимали за краску и использовали при ремонте зданий.
Это сырьё и пошло на производство первой советской атомной бомбы: собственного урана у страны на тот момент не было, разведка месторождений только началась. «Доставка урана из Германии позволила сэкономить по крайней мере год работы и приблизить на это время срок создания нашей бомбы. Позже в СССР нашли месторождения урана, но располагались они высоко в горах, дорог не было, и пришлось привозить этот уран во вьюках на осликах», — указывал академик Ю. Б. Харитон.

## Строительство заводов
Для создания атомной промышленности советское руководство выбрало Урал, поскольку этот регион отвечал ряду важных условий.
1. Отдаленность от границ страны и наличие больших необжитых территорий, где можно было спрятать секретные объекты и которые в то же время находились в отдалении от крупных населённых пунктов, что защищало массы населения при техногенных авариях.
2. Наличие развитой инфраструктуры и транспортной сети для доставки большого количества грузов.
3. Наличие проверенных войной квалифицированных кадров, способных работать в экстремальных условиях и выполнять самые сложные инженерно-технические задачи.
4. Наличие запасов пресной воды.
5. Топливно-энергетические ресурсы для снабжения возводимых объектов энергией в необходимом объеме.

Первыми атомными объектами стали комбинаты № 813 и № 817, которые должны были получать ядерное топливо двух разных модификаций: первый должен был вырабатывать 100 г урана-235 в сутки газодиффузионным способом, второй 100 г плутония-239 методом облучения урана в ядерном реакторе. При изыскании площадок для строительства внимание правительственной комиссии под руководством профессора И. К. Кикоина было обращено на поиск законсервированных начатых объектов промышленности, чтобы сократить время возведения объектов.
28 сентября 1945 года Специальный комитет принял решение о командировании правительственной комиссии для поиска площадок для строительства, а уже 26 октября эти площадки были принципиально утверждены. После оценки окончательных вариантов Комбинат № 813 был размещён на законсервированной площадке авиазавода, Комбинат № 817 — на новой территории, выбранной по настоянию научного руководителя объекта академика И. В. Курчатова, так как в озёрной полосе Южного Урала находилось много похожих по очертанию водоёмов, что помогало ввести в заблуждение воздушную разведку противника.
30 ноября 1945 года Специальный комитет принял окончательное решение о размещении первых двух заводов. Оно было закреплено 21 декабря Постановлением СНК СССР № 3150-952 сс.
Объём необходимых строительных работ был очень большим, а сроки сдачи объектов — сжатыми, поэтому было решено привлечь к строительству опытные и укомплектованные квалифицированными кадрами организации Главпромстроя НКВД СССР: в Челябинской области — Челябметаллургстрой, в Свердловской — Тагилстрой. Для строительства заводов были созданы специальные строительные управления НКВД № 865 (Комбинат № 813) и № 1418 (Комбинат № 817).

### СтроительствоКомбината №814(ныне Электрохимприбор, г.Лесной)
Тем временем будущий академик Л. А. Арцимович провёл серию успешных экспериментов в Лаборатории № 2 АН СССР по получению урана-235 методом магнитной сепарации. Член технического совета при Специальном комитете В. А. Махнёв в сентябре 1946 года доложил об этом Л. П. Берии с предложением построить завод по выпуску урана-235 и этим методом.
10 июня 1947 года вопрос о строительстве Комбината № 814 рассмотрел Спецкомитет, 19 июня Л. П. Берия представил Сталину проект постановления Совета Министров СССР о создании завода в Исовском районе Свердловской области. В тот же день И. В. Сталин подписал соответствующее постановление № 2140-62 сс. Научным руководителем завода был назначен Л. А. Арцимович. Установка по разделению изотопов электромагнитным методом СУ-20 должна была повторить разработанную и запущенную в США в 1944 году под руководством Эрнеста Лоуренса установку Калютрон. Поскольку для получения изотопов урана в этой технологии требовался мощный магнит, потребляющий большое количество электроэнергии, для её производства была запланирована новая ГРЭС — Нижне-Туринская, мощностью 129 тыс. кВт., вводом в эксплуатацию в 1949 году.

### Строительство газодиффузионного завода в Новоуральске (Комбинат № 813, ныне Уральский электрохимический комбинат)
В 1946 году на производственной базе завода № 261 Наркомата авиационной промышленности в Новоуральске началось сооружение газодиффузионного завода, носившего название Комбинат № 813 (завод Д-1) и предназначенного для производства высокообогащенного урана. Научным руководителем объекта был назначен профессор И. К. Кикоин.
Завод дал первую продукцию в 1949 г.

### Строительство Челябинска-40 (Комбинат № 817, ныне комбинат Маяк)
Для строительства первого в СССР предприятия по наработке плутония в военных целях была выбрана площадка на Южном Урале, в Челябинской области в районе расположения старинных уральских городов Кыштым и Касли. Изыскания по выбору площадки проводились летом 1945 года. 26 октября 1945 года Специальный комитет в п. 1 протокола заседания № 7 признал целесообразным размещение первого промышленного реактора на южном берегу озера Кызыл-Таш, а жилого массива — на полуострове на южном берегу озера Иртяш.
На месте выбранной строительной площадки со временем был возведён целый комплекс промышленных предприятий, зданий и сооружений, соединённых между собой сетью автомобильных и железных дорог, системой теплоэнергоснабжения, промышленного водоснабжения и канализации. В разное время секретный город назывался по-разному, но наиболее известное название — Челябинск-40 или «Сороковка». В настоящее время промышленный комплекс, который первоначально именовался комбинатом № 817, называется производственным объединением «Маяк», а город на берегу озера Иртяш, в котором живут работники ПО «Маяк» и члены их семей, получил название Озёрск.
В ноябре 1945 года на выбранной площадке приступили к геологическим изысканиям, а с начала декабря стали прибывать первые строители.
Первым начальником строительства (1946—1947 гг.) был Я. Д. Раппопорт, впоследствии его сменил генерал-майор М. М. Царевский. Главным инженером строительства был В. А. Сапрыкин, первым директором будущего предприятия — П. Т. Быстров (с 17 апреля 1946 г.), которого сменил Е. П. Славский (с 10 июля 1947 г.), а затем Б. Г. Музруков (с 1 декабря 1947 г.). Научным руководителем комбината был назначен И. В. Курчатов.

### Строительство Арзамаса-16 (нынеРФЯЦ — ВНИИЭФ, г.Саров)
С конца 1945 года был начат поиск места для размещения секретного объекта, который позже будет назван КБ-11. Ванников поручил обследовать завод № 550, расположенный в посёлке Саров и 1 апреля 1946 года посёлок был выбран как место расположения первого советского ядерного центра, впоследствии известного как Арзамас-16. Ю. Б. Харитон рассказывал, что лично облетал на самолёте и осматривал площадки, предложенные для размещения секретного объекта, и местоположение Сарова ему понравилось — достаточно безлюдный район, имеется инфраструктура (жел.дорога, производство) и не очень далеко от Москвы.
9 апреля 1946 года Совет Министров СССР принял важные решения, касающиеся организации работ над атомным проектом СССР.
Постановление СМ СССР № 803—325сс «Вопросы Первого главного управления при СМ СССР» предусматривало изменение структуры ПГУ и объединение Технического и Инженерно-технического советов Специального комитета в единый Научно-технический совет в составе ПГУ. Председателем НТС ПГУ был назначен Б. Л. Ванников, заместителями председателя НТС — И. В. Курчатов и М. Г. Первухин. С 1 декабря 1949 г. председателем НТС ПГУ стал И. В. Курчатов.
Постановлением СМ СССР № 805—327сс «Вопросы Лаборатории № 2» сектор № 6 этой Лаборатории был преобразован в Конструкторское бюро № 11 при Лаборатории № 2 АН СССР по разработке конструкции и изготовлению опытных образцов реактивных двигателей (условное наименование атомных бомб).
Постановление предусматривало размещение КБ-11 в районе посёлка Сарова на границе Горьковской области и Мордовской АССР (теперь г. Саров Нижегородской области, ранее известный как Арзамас-16). Начальником КБ-11 был назначен П. М. Зернов, а главным конструктором был назначен Ю. Б. Харитон. Строительство КБ-11 на базе завода № 550 в посёлке Саров возлагалось на Народный комиссариат внутренних дел. Для проведения всех строительных работ была создана специальная строительная организация — Стройуправление № 880 НКВД СССР. С апреля 1946 года весь личный состав завода № 550 был зачислен рабочими и служащими Стройуправления № 880.

### Строительство производства гексафторида урана в Кирово-Чепецке
В 1946 году в рабочем посёлке Кирово-Чепецком на заводе 752 Наркомата химической промышленности СССР началось создание промышленного производства гексафторида урана, необходимого для последующего обогащения урана. Первая промышленная партия продукта была предъявлена 19 декабря 1949 года.

### Научная работа
30 апреля 1946 года вышло постановление правительства, в котором Институту химической физики АН СССР было поручено возглавить теоретические и экспериментальные исследования, необходимые для научной поддержки атомного проекта. Институт должен был разработать методики измерения параметров физических процессов, сопровождающих атомный взрыв, создать приборы и провести измерения на полигоне в Семипалатинске. В институте, который в то время только начинал свою работу в Москве после войны, был создан специальный закрытый сектор, руководителем которого был назначен М. А. Садовский.

## Продукция

### Разработка конструкции атомных бомб
Постановлением СМ СССР № 1286—525сс «О плане развёртывания работ КБ-11 при Лаборатории № 2 АН СССР» были определены первые задачи КБ-11: создание под научным руководством Лаборатории № 2 (академика И. В. Курчатова) атомных бомб, условно названных в постановлении «реактивными двигателями С», в двух вариантах: РДС-1 — имплозивного типа с плутонием и атомной бомбы РДС-2 пушечного типа с ураном-235.
Тактико-технические задания на конструкции РДС-1 и РДС-2 должны были быть разработаны уже к 1 июля 1946 г., а конструкции их главных узлов — к 1 июля 1947 г. Полностью изготовленная бомба РДС-1 должна была быть предъявлена к государственным испытаниям для взрыва при установке на земле к 1 января 1948 г., в авиационном исполнении — к 1 марта 1948 г., а бомба РДС-2 — соответственно к 1 июня 1948 г. и к 1 января 1949 г. Работы по созданию конструкций должны были проводиться параллельно с организацией в КБ-11 специальных лабораторий и развёртыванием работ этих лабораторий. Такие сжатые сроки и организация параллельных работ стали возможными также благодаря поступлению в СССР подробнейших разведывательных данных об американских атомных бомбах, включая чертежи отдельных узлов и описание технологии их изготовления. РДС-1 конструктивно была точной копией американского образца, с некоторыми улучшениями.
Научно-исследовательские лаборатории и конструкторские подразделения КБ-11 начали разворачивать свою деятельность непосредственно в Арзамасе-16 весной 1947 года. Параллельно создавались первые производственные цеха опытных заводов № 1 и № 2.

### Атомные реакторы
Первый в СССР опытный ядерный реактор Ф-1, строительство которого было осуществлено в Лаборатории № 2 АН СССР, был успешно запущен 25 декабря 1946 года.
6 ноября 1947 года министр иностранных дел СССР В. М. Молотов сделал заявление относительно секрета атомной бомбы, сказав, что «этого секрета давно уже не существует». Это заявление означало, что Советский Союз уже открыл секрет атомного оружия, и он имеет в своём распоряжении это оружие. Научные круги США расценили это заявление В. М. Молотова как блеф, считая, что русские могут овладеть атомным оружием не ранее 1952 года.
Менее чем за два года, здание первого атомного промышленного реактора «А» комбината № 817 было готово, и были начаты работы по монтажу самого реактора. Физический пуск реактора «А» состоялся в 00:30 18 июня 1948 года, а 19 июня реактор был выведен на проектную мощность.
22 декабря 1948 года на радиохимический завод «Б» поступила первая продукция с атомного реактора. На заводе «Б» наработанный в реакторе плутоний отделялся от урана и радиоактивных продуктов деления. Все радиохимические процессы для завода «Б» были разработаны в Радиевом институте под руководством академика В. Г. Хлопина. Генеральным проектировщиком и главным инженером проекта завода «Б» был А. З. Ротшильд, а главным технологом — Я. И. Зильберман. Научным руководителем пуска завода «Б» был член-корреспондент АН СССР Б. А. Никитин.
Первая партия готовой продукции (концентрат плутония, состоявший в основном из фторидов плутония и лантана) в аффинажном отделении завода «Б» была получена в феврале 1949 года.

### Получение оружейного плутония
Концентрат плутония был передан на завод «В», который предназначался для получения высокочистого металлического плутония и изделий из него.
Основной вклад в разработку технологии и проектирование завода «В» внесли: А. А. Бочвар, И. И. Черняев, А. С. Займовский, А. Н. Вольский, А. Д. Гельман, В. Д. Никольский, Н. П. Алексахин, П. Я. Беляев, Л. Р. Дулин, А. Л. Тараканов и др.
В августе 1949 года на заводе «В» были изготовлены детали из высокочистого металлического плутония для первой атомной бомбы.

## Испытания
Успешное испытание первой советской атомной бомбы РДС-1 было проведено 29 августа 1949 года ровно в 7:00 утра на построенном полигоне в Семипалатинской области Казахстана. Оно держалось в тайне.
3 сентября 1949 года самолёт специальной метеорологической разведывательной службы США взял пробы воздуха в районе Камчатки, и затем американские специалисты обнаружили в них изотопы, которые указывали на то, что в СССР был произведён ядерный взрыв. Президент США Г. Трумэн публично заявил об этом 23 сентября, однако это заявление было несколько размытым: «Мы располагаем данными о том, что в течение последних недель в Советском Союзе произошел атомный взрыв. С тех пор, как атомная энергия была высвобождена человеком, следовало ожидать эвентуального развития этой новой силы другими нациями. Такая вероятность всегда принималась во внимание. Почти четыре года тому назад я указал, что учёные фактически единодушно считали, что существенно важные теоретические сведения, на которых основывается открытие, уже широко известны…».
После этого последовало следующее заявление ТАСС:

23 сентября президент Трумэн объявил, что, по данным правительства США, в одну из последних недель произведен атомный взрыв. Одновременно аналогичное заявление было сделано английским и канадским правительствами и вслед за опубликованием этих заявлений в американской, английской и канадской печати, а также в печати других стран появились многочисленные высказывания, сеющие тревогу в широких общественных кругах. В связи с этим ТАСС уполномочен заявить следующее.

В Советском Союзе, как известно, ведутся строительные работы больших масштабов — строительство гидростанций, шахт, каналов, дорог, которые вызывают необходимость больших взрывных работ с применением новейших технических средств. Поскольку эти взрывные работы происходили и происходят довольно часто в разных районах страны, то возможно, что это могло привлечь к себе внимание за пределами Советского Союза. Что же касается производства атомной энергии, то ТАСС считает необходимым напомнить о том, что ещё 6 ноября 1947 года министр иностранных дел СССР В. М. Молотов сделал заявление относительно секрета атомной бомбы, сказав, что «этого секрета давно уже не существует».
8 марта 1950 года заместитель председателя Совета Министров СССР Клим Ворошилов официально заявил о наличии в СССР атомной бомбы.

## Оценки
- Интервьюер (2009 г.): «Спустя почти полстолетия главный свидетель обвинения четы Розенберг вдруг раскаялся, заявив, что оговорил Этель Розенберг. Выходит, мы не крали у США секрета создания ядерного оружия?» Сергей Капица: «СССР сам создал атомную бомбу. Информация Берии лишь помогла ему убедить Сталина начать работу над ядерным оружием. Требовались огромные деньги. Рузвельт вложил в ядерный проект два миллиарда долларов! Больше, чем в автомобильную промышленность. Интереснее другое. Первыми поняли реальность этого дела сбежавшие из Германии в Англию от Гитлера физики. Но у англичан не хватило материальных ресурсов и они предложили осуществить создание ядерной бомбы американцам. Те согласились, но тут же засекретили всю информацию по проекту. А в то время действовало соглашение США-Англии-СССР об обмене научно-технической информацией. Данные второго по значимости военного проекта Америки в области радиолокации они нам передали, а о работе над атомной бомбой умолчали. Это давало нам полное моральное право заниматься шпионажем у союзников»[25]. Капица также отмечал насчет роли разведки: "Главное - они объяснили начальству, что происходит в Америке, ну и еще передали наиболее важный секрет атомной бомбы, благодаря которому ее можно было сделать"[26].

## В искусстве
- роман «Последнее дело Лаврентия Берии» (автор — Сигизмунд Миронин)
- х/ф «Выбор цели» (СССР, 1974)
- телесериал «Бомба» (2013, Украина—Россия)[27]
- телесериал «Бомба» (Россия, 2020)
- телесериал "Атом" (Россия, 2025)